# Warenhaus Hartoch

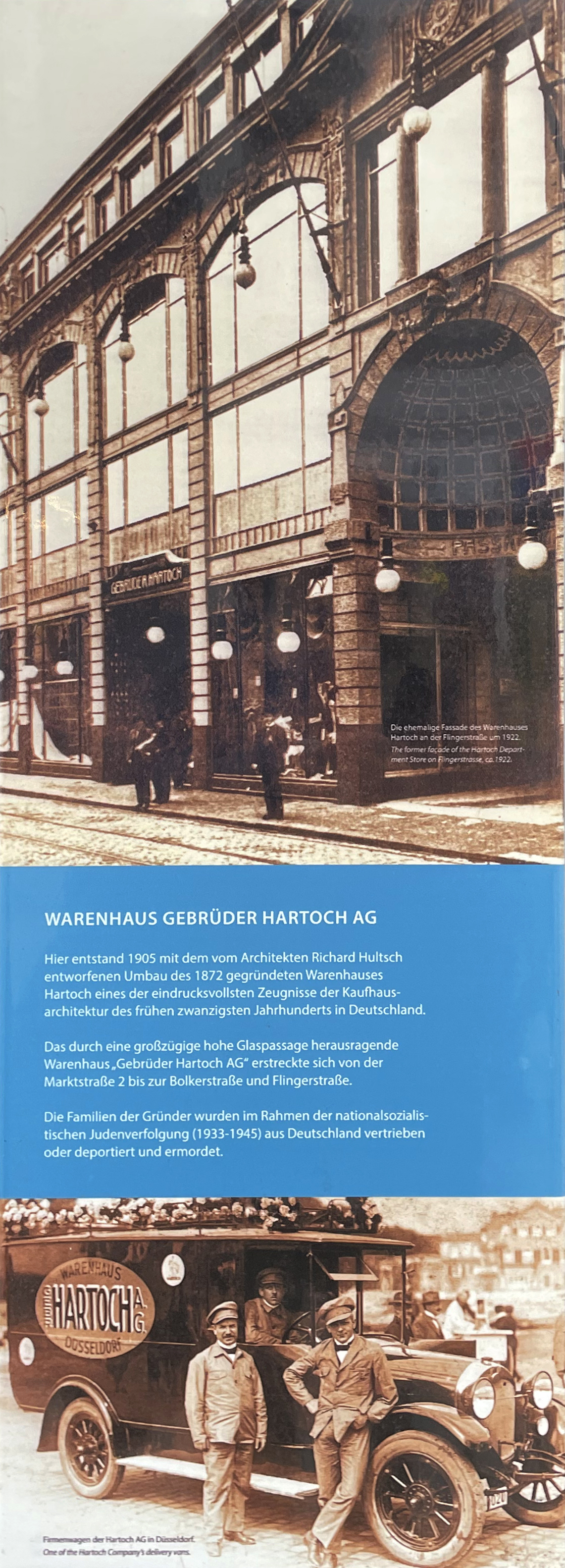
Gevel van warenhuis Hartoch Flingerstraße 20 met ingang naar de speelhal (ca. 1922) en bedrijfswagen

Het warenhuis Gebr. Hartoch was een warenhuis in het centrum van de oude binnenstad van Düsseldorf en had meerdere vestigingen in Düsseldorf.

## Geschiedenis
De joodse koopman Salomon Hartoch (1835-1899), geboren in Aken, opende in 1872 zijn eerste winkel in Düsseldorf. In de jaren die volgden, bleef het bedrijf groeien. In februari 1894 werd het bedrijf "Gebrüder Hartoch" met de vennoten Simon Hartoch (1862-1921) en Theodor Hartoch (1870-?), beide zonen van Salomon en Rebecca  Russ (1838-1883), ingeschreven in het Düsseldorfse handelsregister. In 1896 werd een nieuw gebouw opgetrokken door de architecten Jacobs &amp; Wehling aan de Bolkerstraße 19/21 voor het warenhuis Hartoch waar fournituren, stoffen en wollen artikelen werden verkocht. De bouwkosten bedroegen destijds 110.000 Duitse mark. Het drie verdiepingen tellende gebouw had een etalage die over de begane grond en de 1e verdieping ging. De 2e verdieping was ook volledig van ramen met bogen voorzien. Het schuine dak was voorzien van een zogenaamde Vlaamse gevel.
In 1905 werd het gebouw afgebroken en herbouwd met de aangrenzende gebouwen aan de Bolkerstraße 17 tot Flinger Straße 20 volgens ontwerpen van de architect Richard Hultsch tot "een groot warenhuiscomplex met een doorgaande verbinding tussen Bolkerstraße en Flingerstraße". Hultsch ontwierp de Art Nouveau-gevel en de glazen doorgang. Het was een van de eerste winkelgalerijen van Düsseldorf. De adressen van het warenhuis van de "Gebrüder Hartoch" waren rond 1908 Bolkerstraße 17, 19, 21, 27, Flinger Straße 18/26 en Markt (ingang aan de Marktstraße 2).
Het was een modern warenhuis met art nouveau-gevel en glazen doorgang en behoorde destijds met een oppervlakte van 2500 m² tot een van de grootste van Europa. Als gevolg van de wereldwijde economische crisis moest de familie Hartoch in 1932 het faillissement aanvragen, wat zelfs door samenwerking met de Woolworth-groep niet kon worden voorkomen.
Er waren andere vestigingen vanaf 1895 aan de Friedrichstraße 2, op de hoek van de Graf-Adolf-Straße, en vanaf 1897 aan de Am Wehrhahn 34-36. Het hoofdkantoor van de Rheinische Bahngesellschaft verhuisde in 1921 na renovatie naar het gebouw van de Hartoch-vestiging aan Am Wehrhahn 34-36 en bleef daar tot 1939.
Slechts enkele familieleden wisten voor de nazi-vervolging te vluchten naar het buitenland. Het gebouw in de Altstadt werd tijdens de Tweede Wereldoorlog verwoest wat resulteerde in de Schneider-Wibbel-Gasse, die in 1957 werd geopend, tussen de Bolkerstraße en Flinger Straße. Woolworth exploiteerde tot 2007 een warenhuis aan de Flinger Straße, met een nieuw gebouw op de kavels 22-28, tussen de Schneider-Wibbel-Gasse en de Kapuzinergasse. Op 12.oktober 2007 werd op de hoek Flinger Straße/Schneider-Wibbel-Gasse een gedenksteen opgericht ter nagedachtenis aan de voormalige eigenaren van warenhuis Hartoch.

## Afbeeldingen

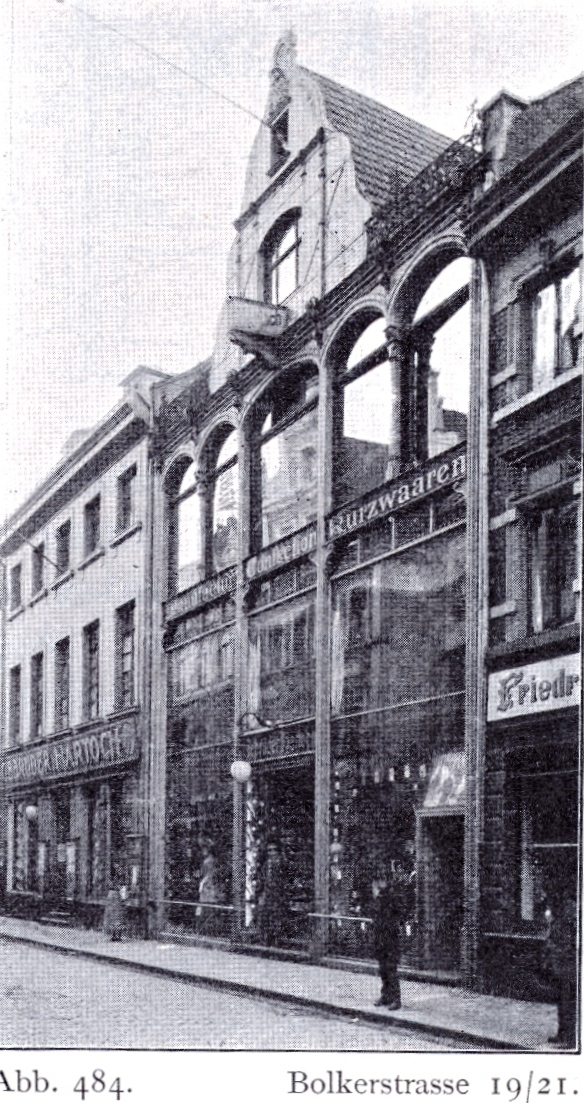
Warenhuis Hartoch aan de Bolkerstraße 19 tot 21 in Düsseldorf, gebouwd door de architecten Hubert Jacobs en Gottfried Wehling in 1896
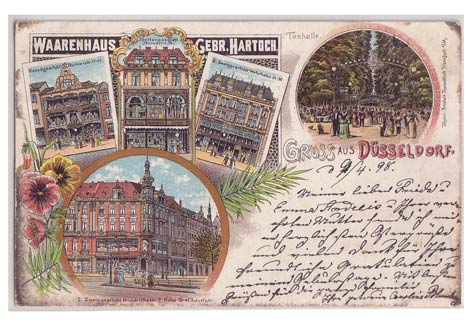
Düsseldorf, warenhuis Hartoch Ansichtkaart 1898
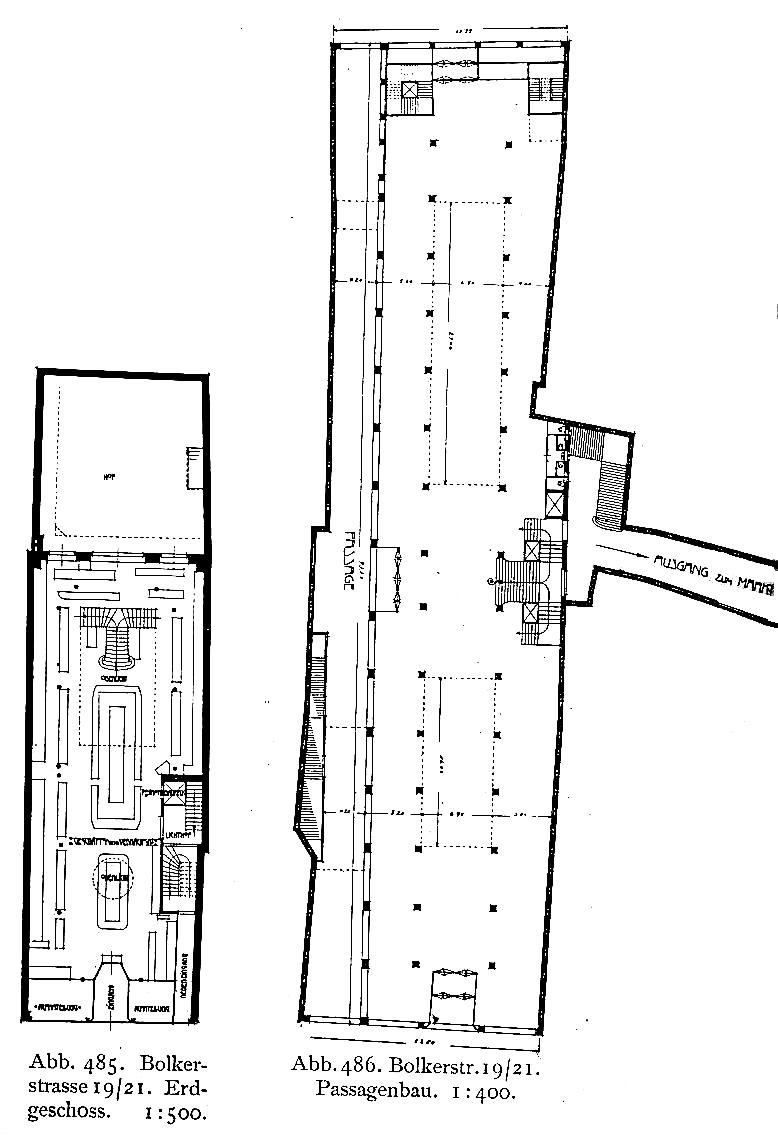
Plattegrond met geplande winkelgalerij
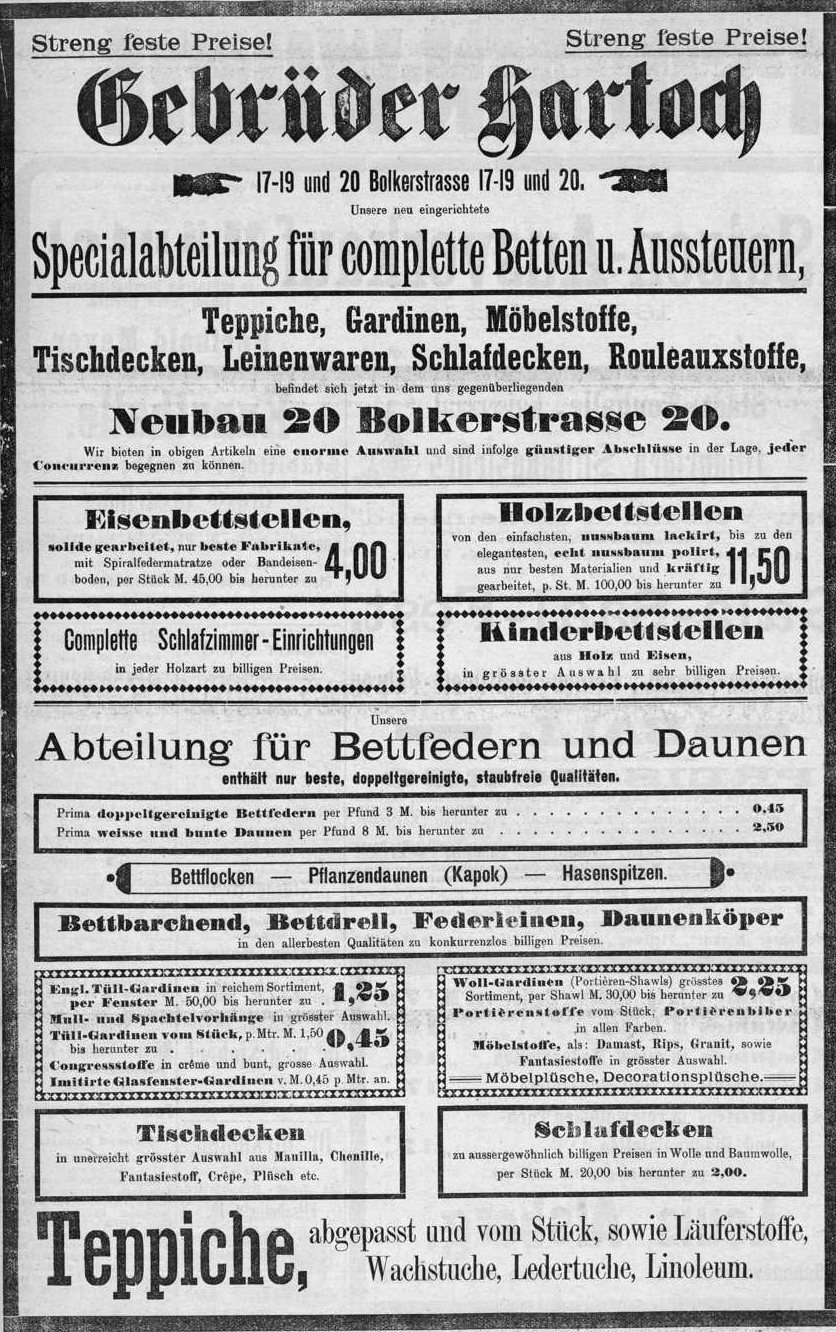
Advertentie Gebrüder Hartoch Bolkerstraße 17-19 en nieuwbouw Bolkerstraße 20, 1894
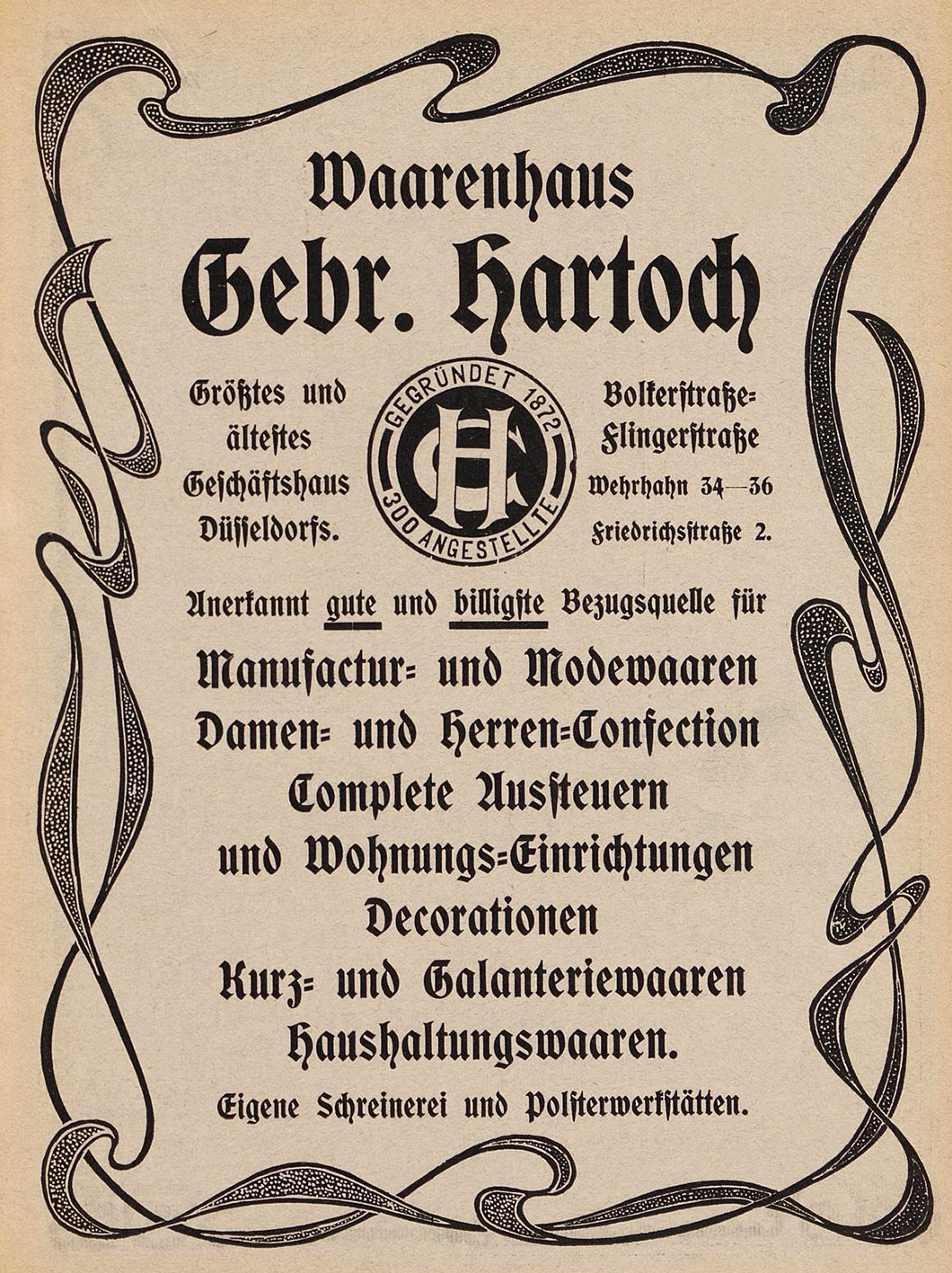
Advertentie van de gebroeders Hartoch, 1902
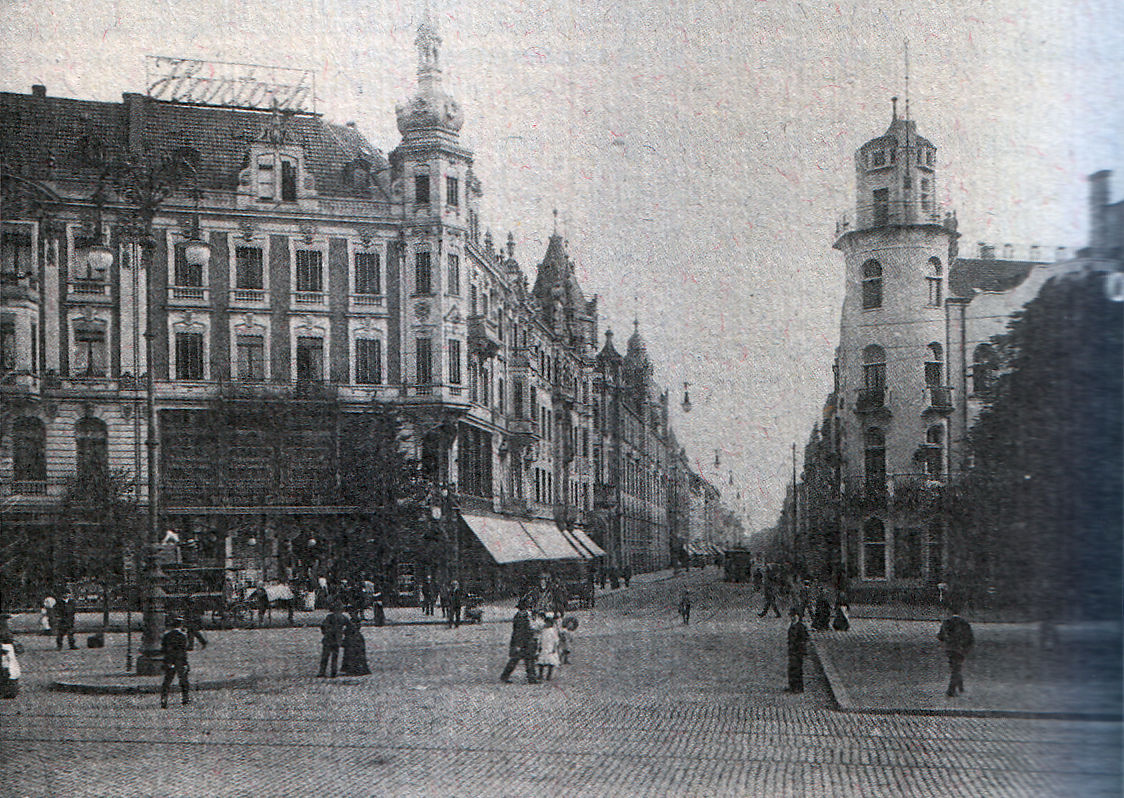
Friedrichstraße met warenhuis Hartoch (links), na 1900